# Bülent Ertuğrul
Bülent Ertuğrul, född 17 september 1978 i Turkiet, är en turkisk fotbollsspelare som spelar för Elazığspor.